# Бухвальдер, Эдгар
	Эдгар Бухвальдер (нем. Edgar Buchwalder; род. 2 августа 1916 года в Клайнлютцеле, Швейцария — ум. 9 апреля 2009 года в Дорнахе, Швейцария) — швейцарский шоссейный велогонщик. 
Чемпион мира 1936 года среди любителей. Двукратный чемпион Швейцарии в групповой гонке. Младший брат Вернера Бухвальдер — также профессионального велогонщика.

## Достижения
1936
1-й  Чемпионат мира – любители
2-й  Олимпийские игры – командная гонка
1937
2-й Чемпионат Цюриха
2-й Тур дю Лак Леман
1938
10-й Тур Швейцарии
1939
1-й — Этап 2 Тур Швейцарии
3-й Тур Северо-Западной Швейцарии
1940
1-й  Чемпионат Швейцарии
1942
1-й  Чемпионат Швейцарии
1-й Тур Северо-Западной Швейцарии
1-й — Этап 5 Тур Швейцарии
2-й Тур дю Лак Леман